# Émile Pierre Joseph De Cauwer
Pour les articles homonymes, voir De Cauwer.
Émile Pierre Joseph De Cauwer, né à Gand le 8 décembre 1827 et mort à Berlin le 30 janvier 1873, est un peintre d'architecture et un aquarelliste belge.

## Biographie
Né à Gand en 1827, de l'union de Livine Ronse et de Joseph De Cauwer, Émile Pierre Joseph De Cauwer est, à l'instar de son frère cadet Léopold, l'élève de son père à l'Académie royale des beaux-arts de Gand. Il se spécialise dans la peinture d'intérieurs d'églises et devient essentiellement un peintre d'architecture.
En 1845, De Cauwer présente un Intérieur de l'église Saint-Michel de Gand au salon triennal des beaux-arts de Bruxelles. En 1856, il expose au Salon triennal de Gand un Intérieur de l'église Saint-Jacques de Liège. À partir de 1861, De Cauwer participe aux expositions de l'académie de Berlin, dont il devient membre l'année suivante.
L'historien anglais de l'art Michael Bryan écrit au sujet du travail de De Cauwer : « ses toiles sont caractérisées par la vérité et l'exécution très prudente, mais elles manquent leur effet artistique. »
Sur le plan privé, il épouse, à 20 ans, le 21 septembre 1848 à Gand Léopoldine Victoire Cécile De Blende, âgée de 16 ans, dont il divorce. En secondes noces, il se marie à Bruxelles le 14 décembre 1864 avec Jeanne Guillaumine Ottilie Loeillot, originaire de Breslau, en Prusse.
Émile Pierre Joseph De Cauwer meurt à Berlin, à l'âge de 45 ans, le 30 janvier 1873.

## Œuvres

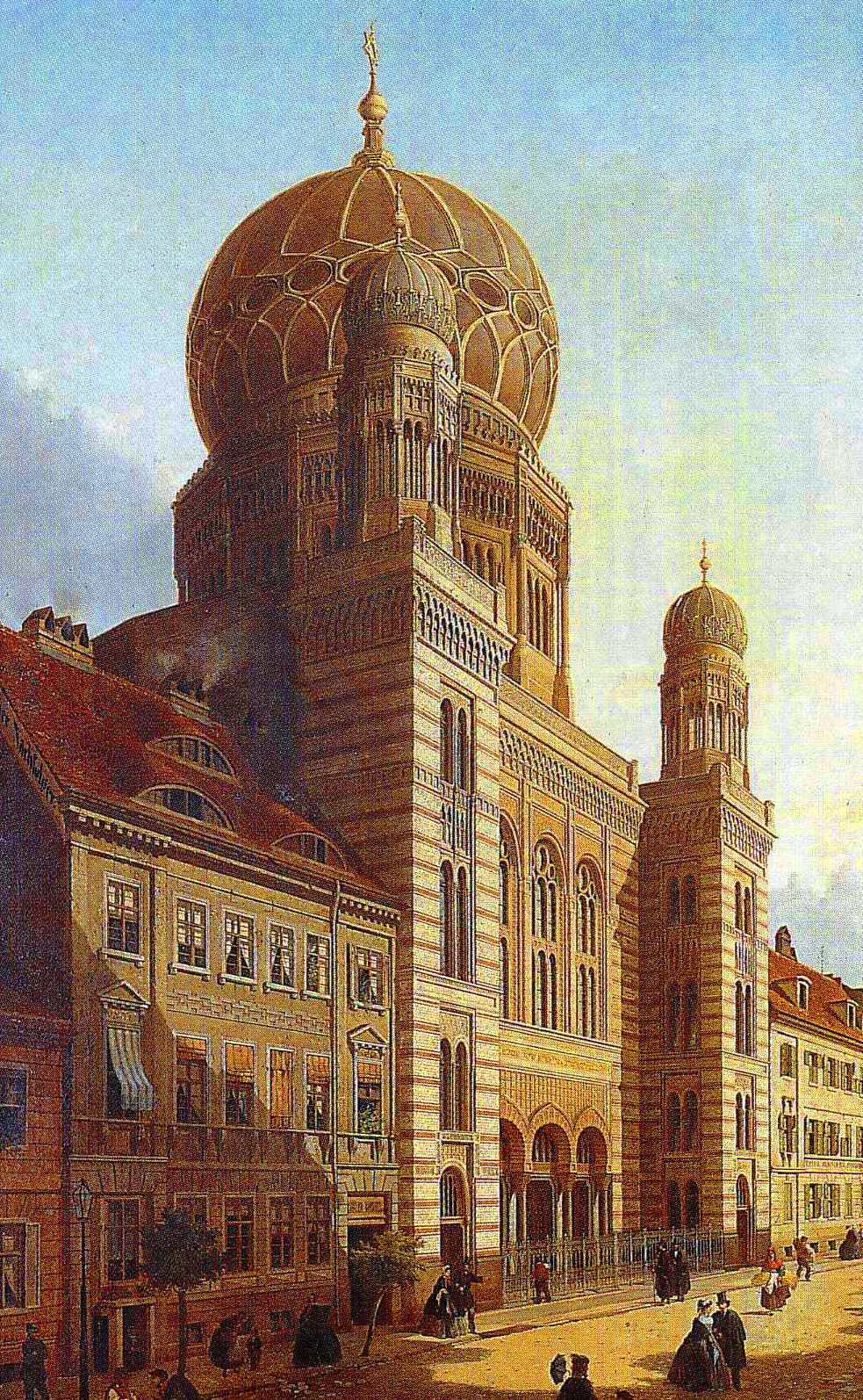
Nouvelle Synagogue de Berlin, 1865.

- Vue de la place communale et du grand marché de Louvain ;
- Le Cloître de Saint-Macaire de Gand ;
- Église Saint-Martin d'Audenarde ;
- Halles de la ville d'Audenarde ;
- 1844 : Vue de Gand ;
- 1845 : Intérieur de l'église Saint-Michel de Gand ;
- 1854 : Vue de Malines avec Notre-Dame de Hanswijk ;
- 1856 : Intérieur de l'église Saint-Jacques à Liège ;
- 1857 : Chiens ;
- 1862 : Partie de la vieille ville de Bruges ;
- 1863 : Place Antoine Martin à Madrid ;
- 1865 : Nouvelle Synagogue de Berlin ;
- 1865 : La Severinstor à Cologne ;
- 1867 : Mausolée du roi Louis XII et d'Anne de Bretagne à la basilique Saint-Denis ;
- 1868 : Borgerhout près d'Anvers ;
- 1870 : Ruines du couvent de Chorin, près de Berlin ;
- 1871 : Vue de Wertheim avec sa synagogue ;
- 1871 : Rue avec un bazar au Caire.

## Galerie

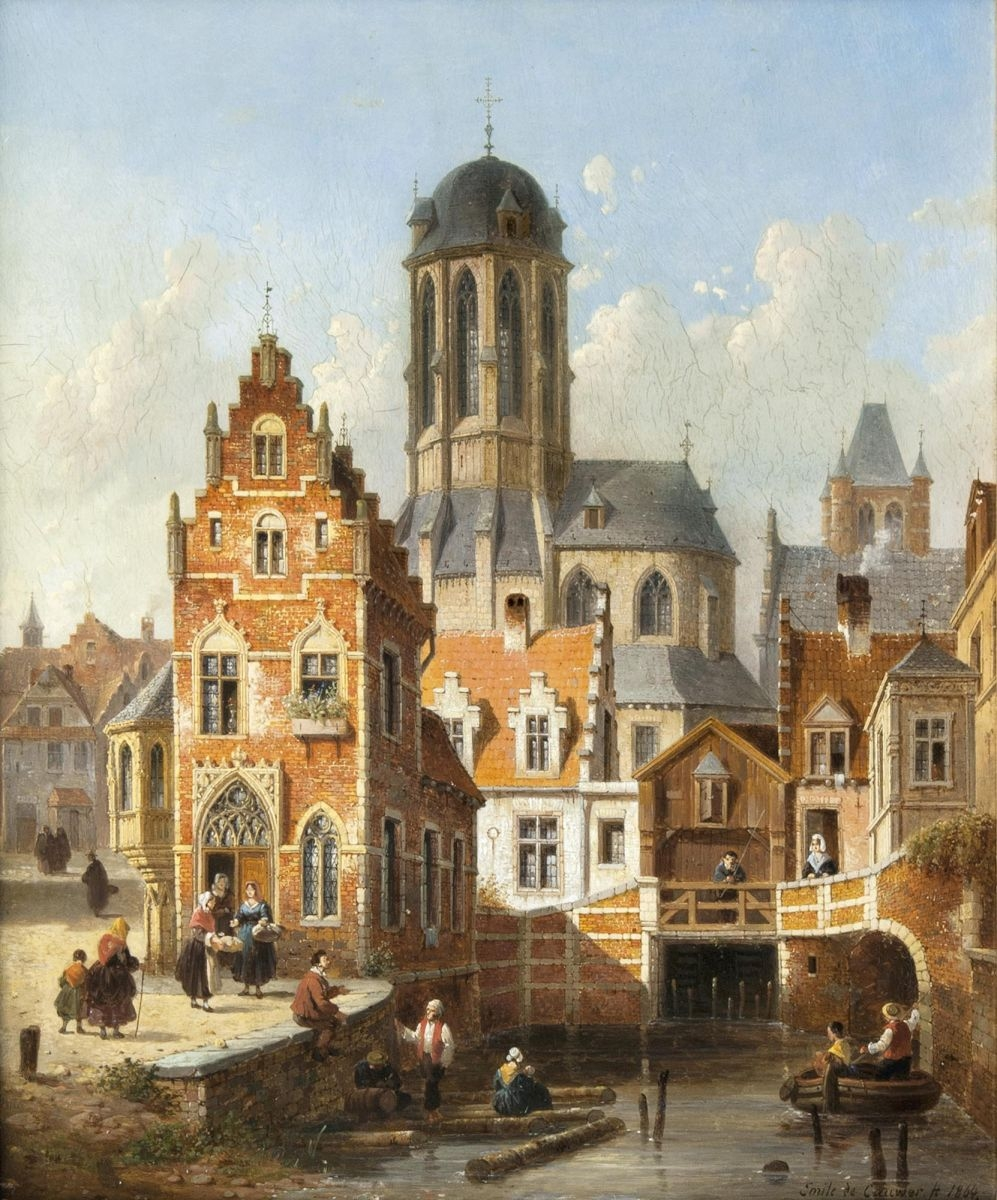
Vue de Malines avec Notre-Dame de Hanswijk (1854).
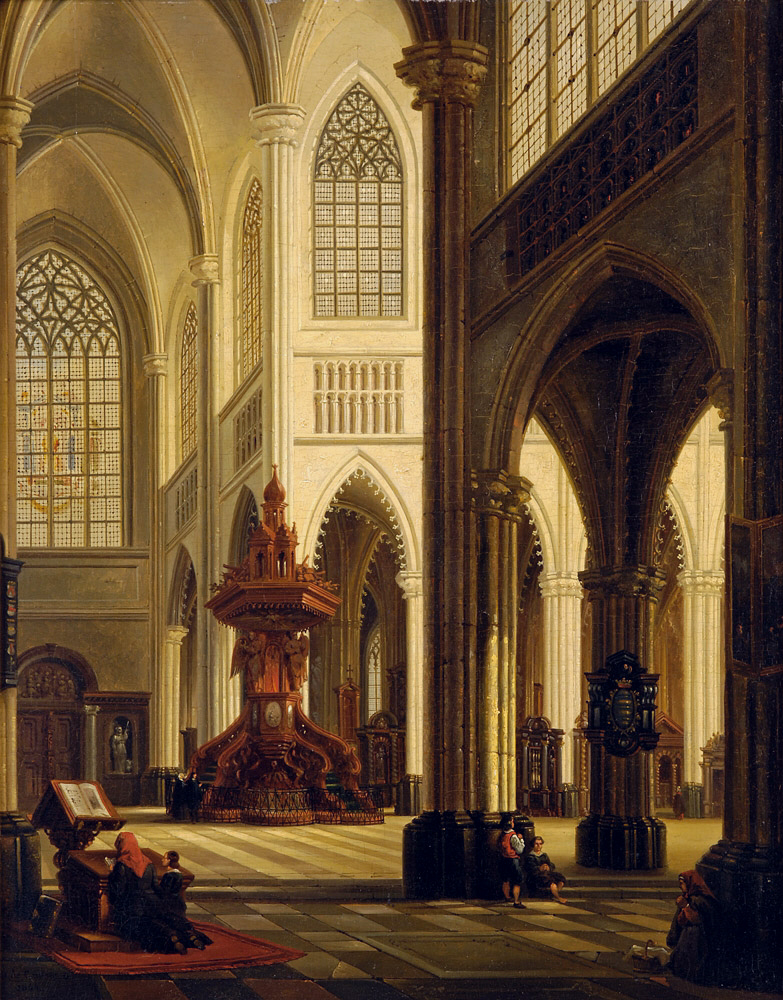
Intérieur d'une église (1855).
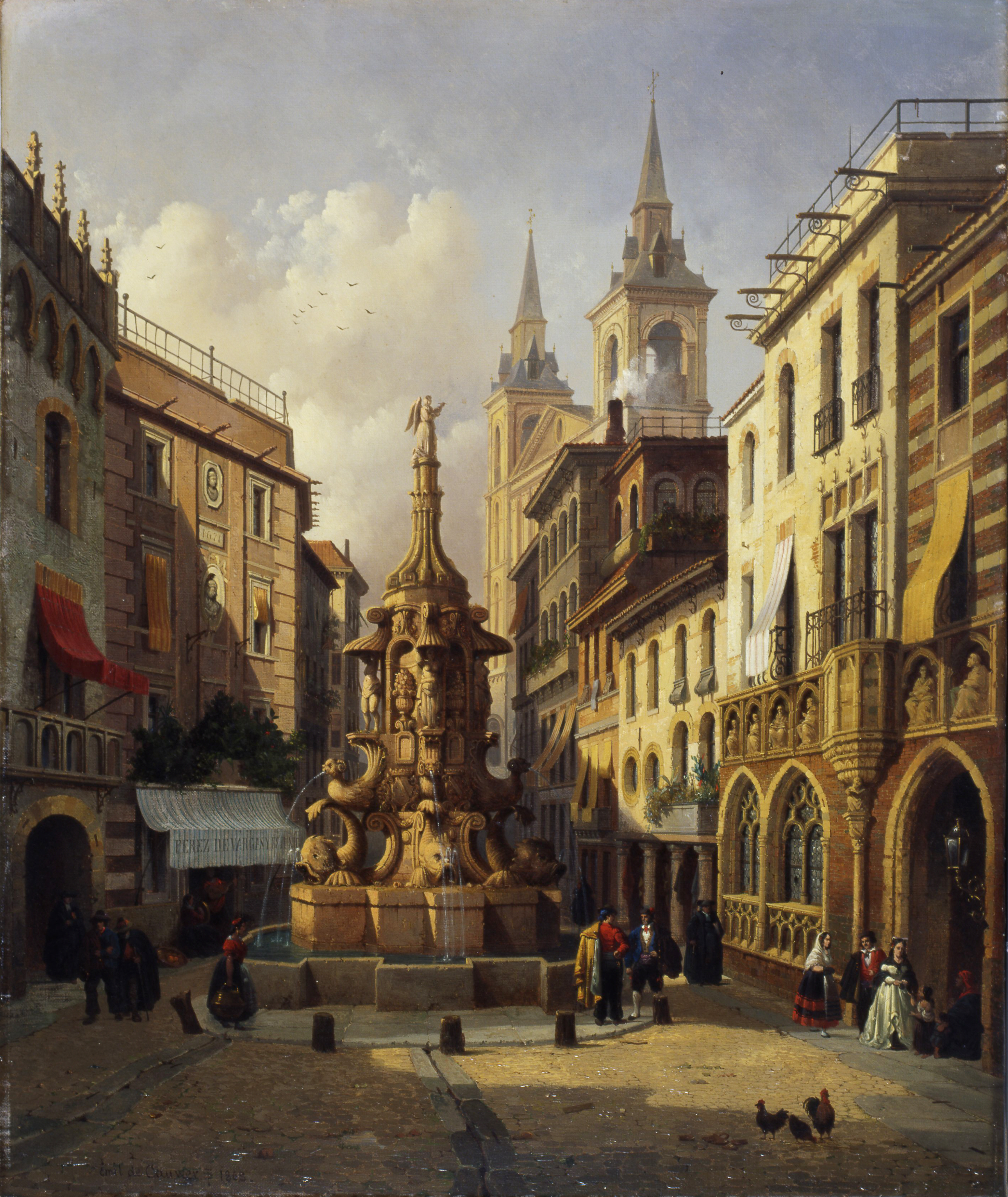
Place Antoine Martin à Madrid (1863).
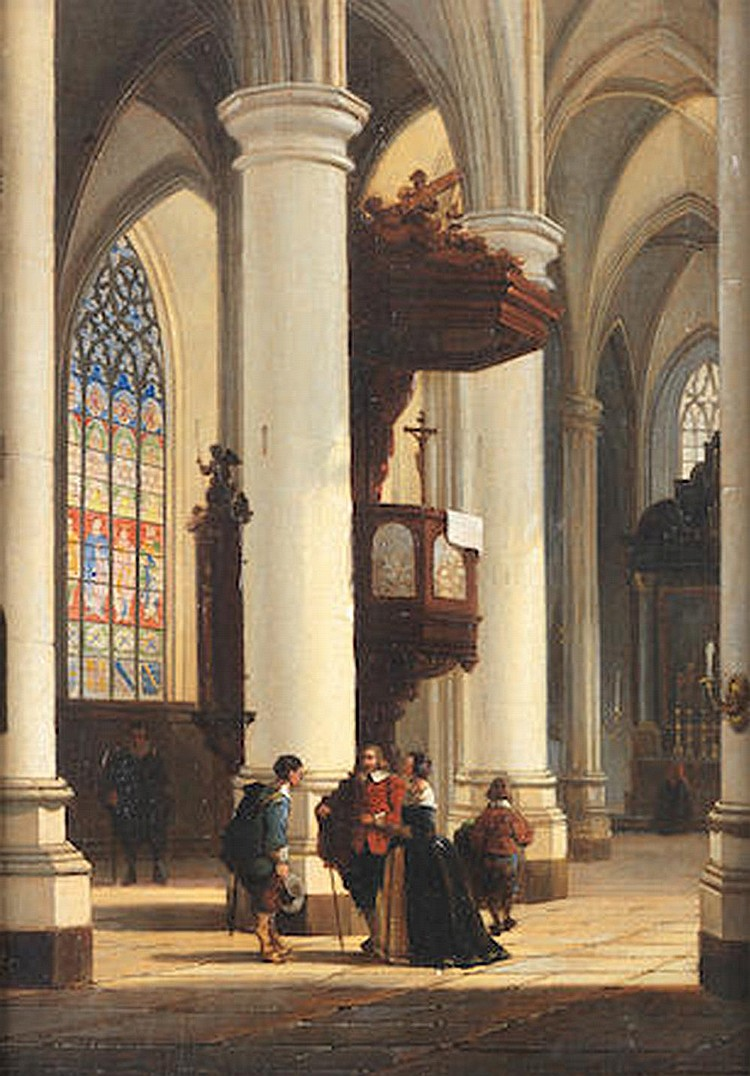
Figures dans une cathédrale.
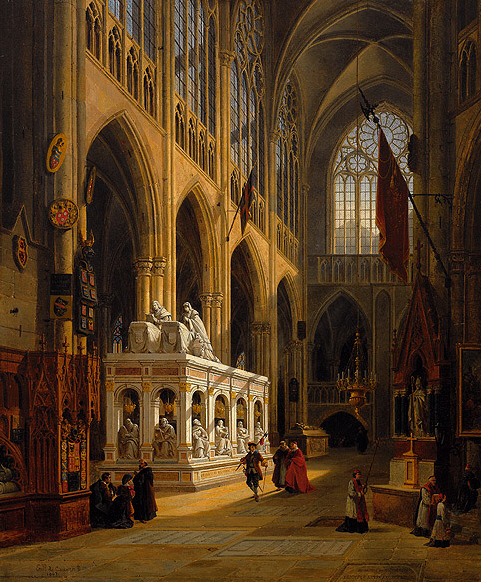
Mausolée du roi Louis XII et d'Anne de Bretagne à Saint-Denis (1867).